# Lamiya Aji Bashar
Lamiya Aji Bashar – jezydzka działaczka społeczna, uciekinierka z niewoli Państwa Islamskiego (ISIS), laureatka Nagrody Sacharowa za rok 2016.
Pochodzi ze wsi Koczo (Kodżo, Kaudż) w pobliżu Sindżaru, w północnym Iraku. Po ataku Państwa Islamskiego na ten region, w sierpniu 2014 roku, została porwana i przez 20 miesięcy była więziona przez dżihadystów. W czasie niewoli była gwałcona i zmuszana do pracy przy produkowaniu bomb i kamizelek z ładunkami wybuchowymi. Wielokrotnie próbowała uciec, jednak bezskutecznie. Ucieczka powiodła się dopiero przy wsparciu rodziny, która opłaciła przemytników. Podczas ucieczki została ranna w wyniku wybuchu miny (dwie inne kobiety, które jej towarzyszyły, zginęły). W czasie ataku ISIS na Sindżar zabito jej ojca i brata. Wraz z tysiącami innych uchodźców dotarła do Niemiec, gdzie dołączyła do ocalałego rodzeństwa. Na spotkaniach w różnych krajach Europy relacjonuje masowe mordy na jezydach dokonywane przez ISIS. 
W październiku 2016 otrzymała – wraz z inną jezydką i byłą niewolnicą Państwa Islamskiego, Nadią Murad – Nagrodę Sacharowa, przyznaną przez Parlament Europejski.